# 王賊
『王賊』は、ソフトハウスキャラ制作のアダルトゲーム。2007年6月29日に発売。

## 概要
ソフトハウスキャラの12作目でファンタジー戦争シミュレーションゲーム。
ソフトハウスキャラで一番売れたタイトルである。

## ストーリー
ヴィスト王国による大陸侵攻が進む中、傭兵であるジン=アーバレストは弱小国であるエルト王国に軍師として誘われる。戦乱の世で名将として知られた彼の参戦でエルト王国軍は活路を見出すが、ただ一つ女癖が悪いという難点があった。敵味方を問わず女性を篭絡し勝利に導く彼の手腕はどこまで通用するのか！！？

## 登場人物
ジン＝アーバレスト
本作の主人公。ヴィスト王国に恨みを持ち敵対する国家に組して抵抗を続ける傭兵。神楽家領国に組していたときに独立部隊『王虎』を立案・指揮しヴィスト王国を翻弄した事から、ヴィスト王国を含む各国が自陣営に引き込もうとしている。自分を捕らえた上で雇おうとしたその手口で興味を持ちエルト王国の軍師となる。歴代ソフトハウスキャラ作品の主人公らしく無類の女好きで、報酬として金品の他にムストとアルイエットの体も要求している。また、拘束プレーを好む傾向にある。作中の会話から29歳であることが分かる。
本名はラフィルト＝ウィルマー＝ヴィスト。実はヴィスト王国の第一王子でカーディル王の唯一の実子。将来的にヴィスト王国を治めるべく王子として育っていたが、突如カーディル王に暗殺されかけ、多くの部下や友人が命を捨てて守ってくれたことから辛うじて脱出した。その後、生きる手段とヴィスト王国に復讐する手段を兼ね傭兵となる。
アルイエット＝ウルザー
CV：羽高なる
ヒロインその1。前将軍で、父親でもあるアルバーエル将軍が戦死した為、その後を継ぐことになったエルト王国軍の総大将。元は戦とは無縁な娘であった為、瞬く間に国土の半分を失い、周囲からは無能との評価を受けていた。事実物語開始時にジンの策謀で国軍兵士たちに演説を行った際には決定的な劣勢だったこともあり3万人の内、2万8千人の兵が逃亡してしまった。素質が無い訳ではなく単に経験不足で、ジンという優秀な軍師を得たことで戦果を挙げるようになり、自身も将軍として成長していき、後に救国の英雄と呼ばれるまでに至る。作中の会話から20歳であることが分かる。
前将軍アルバーエルの娘として育てられていたが、実は先王ラルフウッドの子供。二人は戦友だったためラルフウッドがエルネアとの結婚によって王族になるときにアルイエットとその母を引き取った。そのため、直接王族との血縁は無いがエンディングではエルネアの希望によりエルト王国の女王として即位する。
奈津山八重
CV：森永佳奈
ヒロインその2。ジンの副官を務め、武術と諜報に優れるメイドさん。メイドさんだが家事全般を苦手とし、特に料理は食したものの健康を害するほど。その為メイドとしてジンに奉仕することを望むも受け入れられず、時折実力行使に出ることがある。2周目からは部隊として使えるようになる。ジンの部隊員となるエルト兵の調練の担当しており、「戦場が楽園に見えるような訓練」の結果、ジンからは「見違えるよう」と評される程の精兵に鍛えるなど教官としても優秀。ただし、訓練を思い出して狂乱した兵士を「メイドの挨拶言葉」で宥めるという部隊習慣を定着させており、ジンを不安視させている。
本名は神楽七姫。滅亡した神楽家領国の姫で、幼い頃に暗殺されたことになっていた。忠臣である花山家に匿われたがこれが原因で花山家は取り潰され、さらにその家臣である奈津山家に匿われることになる。神楽家を廃嫡させた者達を許せず領国を裏切り滅亡の切っ掛けを作った。その後、当時傭兵であり部下であったジンに自分を殺すよう頼むが、ジンの言により「死ぬことを恐れるようになってから殺される」ためという名目で仕えることになる。元々は無口で無愛想だったが、ジンの命令によりメイド服着用、ご主人様言葉、常に笑顔を振りまくことになる。
リディア＝アライゼル＝ヴィストランド
CV：松永雪希
ヒロインその3。ヴィスト王国の王女であるが、軍事面での能力も高く北方方面軍団の軍団長を務める。物語後半でジンに敗れエルト王国軍に参加する。作中の会話から21歳であることが分かる。
ヴィスト王国の王位継承者だが実際にはカーディルと血は繋がってはおらず、当時のカーディルが愛した女性の娘。血の繋がりを保つためジン（ラフィルト）と兄弟同士だったが婚約していた（ただし、中世において王族間での近親婚は特別珍しいものではない）。
元々ラフィルトの事は「お兄様」と懐いており、オルトレア連合軍との全面戦闘で大敗した際にジンと一度対面したのみにもかかわらず、「ジン＝ラフィルト」である事に気付く。なお、ジンもリディアには明確に情を持っており、対面時には戦場には出てこない様に警告を行っている。王都帰還時に父カーディルに直接事実確認を行い、肯定された事でジンがラフィルトであると確信を得る。その後、旧ヘルミア王国領防衛線でジン率いるエルト王国軍に再び大敗し、ジンの軍門に下る事になる。ジンを義兄として強く慕っている。
ネイ
CV：渋谷ひめ
ヴィスト王国突撃軍団の軍団長。獣人。「巣作りドラゴン」のユメはオオガー族だが、こちらはウルガー族。リディアの忠実な家臣であると同時に大切な友人でもある。釣りが好きであるが釣竿を握ると性格が変わってしまうのが難点。
ケーニスクフェア
CV：大波こなみ
ヴィスト王国飛竜軍団の軍団長。「森の住人」という種族の出身。調子に乗りやすい。飛竜使いで初回プレイではプレイヤーを苦しめる。かつてジンに陵辱された事から、エルト王国軍にジンがいると知るや事あるごとに恨みを晴らすべく襲撃される。とある理由から「ケーニスクフェア」ではなく「ケーニス」と愛称で呼ぶことを強要しているが、これは「ケーニスク」という町で行われた町を挙げてのフェアに参加した際に散々な目にあった事が原因。また「森の住人」という種族に強いアイデンティティを抱いており「森に住んでいないから森の住人ではないのでは？」との質問に対しては激しい敵意（というより殺意）をみなぎらせた。
一葉
CV：草柳順子
奈宮（なのみや）皇国の第三皇女。国主の病によるお家騒動で中立を保ち、有能でもあることから家内では煙たがれる立場にあり、自身の体を使ってでもジンを奈宮皇国に引き入れる使命を負う事になってしまう。
ルティモネ
CV：神崎ちひろ
ノイル王国の姫。臆病な性格で戦場でも部下をおいて敵前逃亡してしまう。これに激怒したジンにお仕置きと称して犯されるが、これをきっかけにジンになついてしまう。背中に翼のアイテムをつけているがこれは魔法のアイテムで遠く離れた場所に瞬時に移動ができるというもの。ただし、目的の場所をしっかりイメージしなければいけないことと、魔力の再充填に1日かかってしまうことが難点。
ムスト
CV：青山ゆかり
エルト王国内務大臣。外見は幼いが竜族の血を引くため実際はかなり長く生きており、彼女がいなければ内政は成り立たない。国王を含む要人の多くを失ったエルト王国が国土の半分を失うだけで済んだのも彼女の力によるところが大きい。ジンを雇うにあたっても彼のことをうまく丸め込んでいる。
エルネア
CV：天水るみ
エルト王国女王。先王ラルフウッドの妻であり先王の戦死を受けて王位を受け継ぐも、軍事・政治の両面で才能が皆無であり実際はお飾り。ただし、国民からの人気は高く、才能の無さ故に政敵もほとんどいない。ちなみに23歳であるがジンからは年上だと思われてしまいひどく落ち込む。
カーディル
CV：蝦押丈
ヴィスト王国国王。怒涛の勢いで国の領土を広げる。その勇猛さで広く知られているが知略にも長ける。ジンの実父。
実は若い頃に戦場で股間に傷を負い使い物にならなくなったため、実際に血の繋がった子供はジンのみ。リディアの母を愛していたためにリディアを贔屓する。何故ジンの命を狙ったかは最終決戦後に明かされる。
火山
CV：朝田孝
ヴィスト王国遊撃軍団の軍団長。元は神楽家領国の将軍だった。建築関係を得意としているがなぜか防城戦を苦手としている。
ロンゼン
CV：原田友貴
ヴィスト王国南方方面軍団の軍団長。知将ではあるが考えすぎる癖があり失敗することも多い。カーディルに対して罰せられる覚悟で上層部批判を行うなど度胸も兼ね備えている。
南方方面の国々に対して絶対的な優勢を確保しつつ、徐々に侵攻を行う戦略を取る。また、独自の情報網を持ち、ジン＝アーバレストが約二か月間も対ホークランド王国戦線に現れていない事やカーディル王が独自に首都ではない古都に戦力集結を図っている事を察している。
セルバイアン
CV：モイマン拓也
ヴィスト王国東方方面軍団の軍団長。リディアの忠実な騎士でもある。かつて神楽家領国に侵攻した際にジン率いる王虎に苦汁を舐めさせられている。やや精神的に脆い所があり、リディアがエルト王国軍に降ると錯乱といってもいい程までに暴走する。また、良くも悪くも武人肌であるためか、指揮官や軍略家としての手腕に乏しく、ジンがいると思い込んだ挙句、アルイエットの軍事行動を過剰に警戒して敗北した事もある。同僚のロンゼンからは良くも悪くも単純と評されている。実はかつてジンの王子時代の姿を見たことがあったため、ジン＝アーバレストの正体がヴィスト第一王子ラフィルトである事に気付いている。しかし、リディアが死んだとされているラフィルトを強く慕っている事を知っており、同時に彼女に対する想いから敢えて報告を行わずにジンを仕留める事に執着していた。ただし、本人はリディアに早急に報告を入れるべきだったと後悔の念も持ち合わせている。
ロンギュスト=キューベル
CV：一条光
エルト王国の地方領主。領民を守るために弱体化したエルト王国を見限り反旗を翻したが、ジンを迎えたエルト王国軍に鎮圧される。反抗した貴族の中で、ヴィスト王国に内通をしていなく、また領民の為に苦渋の選択をした愛国者であった為、その後ジンの説得により和解しエルト王国のために諸侯のまとめ役として尽力する。元はやられ役で終わる予定であったが、思いのほかかっこよく出来上がった為、生き残らせることになった。
トール
CV：一条光
ジンに見出だされた才能溢れる若者。故郷の村にステラという幼馴染を残している。
ルカ
エルト王国貴族の娘。キューベルとは別に私欲の為にヴィスト王国と内通していた貴族の一派の家系であったが、アルイエットの王国軍解散宣言後もエルト王国を見限らず兵として残った為、彼女自身の体と引き換えに一族に対する制裁を回避する使命を負うことになる。

## 用語
- エルト王国

ヴィスト王国から侵攻を受けている小国。物語の中心となる国で反ヴィスト国家群のオルトレア連合加盟国。国を支える人物が立て続けに亡くなったことで一時は領土の半分が占領され、滅亡に瀕していた。ジンがエルト軍に加入してからは領土の奪還とヴィスト占領地の奪還・制圧作戦を立て続けに成功させ、奈宮皇国に代わって反ヴィスト勢力の中核となっていく。
- ヴィスト王国

強大な武力によって領土の拡大を続ける大国。多くの国家を併呑し、周辺国を圧倒する国力を持つ。カーディル王の統治下になってから急速に国土を増やしているが、それ故に守勢がヴィスト軍全体で苦手という悪癖を持つ。ヘルミナ王国への侵攻を皮切りに一気に国土を増やし、反ヴィスト王国同盟軍「オルトレア連合」の加盟国を次々に併呑した。作中物語開始時でも現在戦争中の諸国でヴィストに単独対抗できる国家は皆無なほど。
- オルトレア連合

大陸制覇を目前とするヴィスト王国に対する連合軍。奈宮皇国を盟主としてエルト王国、ノイル王国などが加盟している。かつては更に多くの国々が参加していたが、加盟した国が多すぎたために油断し、多くの国がヴィスト王国軍に各個撃破に持ち込まれ、滅亡。現在の加盟国も最盛期の半数以下に落ち込んでいる。
- 奈宮皇国

オルトレア連合の盟主国である大国。皇帝を元首とする帝政国家。領国と呼ばれる衛星国を多数保有するという独自の同盟システムを持つ。和の文化が栄えており、主力部隊は侍。
近年皇帝が体調を崩しており、第一皇子、第二皇子、第一皇女の婿との間ででお家騒動が発生している。また、現皇帝の皇女は5人いる模様。
単独の国力ではヴィスト王国には及ばないが、ヴィスト王国との戦闘でも本国はさほど被害を受けていないため、現在のオルトレア連合加盟国では随一の国力を有する。ただし、神楽家領国がヴィスト王国に滅ぼされた際には、あまり救援介入を行わなかったため、従属国に対する権威が低下している。
- ノイル王国

オルトレア連合の加盟国。魔法が盛んで、主力も魔法使い。軍事力はエルト王国以下で、ヴィスト軍の侵攻もあり、存亡の危機に瀕している。
- 四峰家領国

奈宮皇国の領国。オルトレア連合加盟国。奈宮皇国とは主人と従者の関係。奈宮皇国と比べて軍事力は高くなく、神楽家領国が3年間の抵抗の果てにヴィスト王国に滅ぼされた件あり、奈宮皇国にも不信感を持つ。
インスマー公国(ヴィスト王国属国)の侵攻の際にはエルト王国に救援を求めてくる。
- 神楽家領国

奈宮皇国の領国。奈宮皇国とは主人と従者の関係。王虎の活躍もあり3年間も抵抗を続けたが、ヴィスト王国による内部の切り崩しによって滅亡。
- ホークランド王国

オルトレア連合の加盟国。大陸西側の旧ガンド地方のヴィスト王国領と隣接している。初戦のオルトレア連合軍の連続敗退によって他の同盟国とはかなり飛び地になっており、共に戦っているという意識は薄い。
エルト王国の援護部隊派遣により戦局が安定してくると、ヴィスト王国との単独講和を画策するが、ヴィスト王国の要塞都市をエルト王国が陥落に追い込むと徹底抗戦に移行する。
- ルウツウル小国連合

ヴィスト王国北東にある5つの小国による連合で、オルトレア連合加盟国。ヴィスト北方軍の攻勢に晒されており、軍団長がリディアということもあり物語開始時にはヴィスト軍がもっとも本腰を入れて軍事侵攻を行っている。物語中盤で決定的な劣勢に陥り、カッティアーナ、ボー、ネスの三国は徹底抗戦を唱えるが、残りの国は降伏に傾き、間もなくヴィスト王国に降伏する。
- ビルド王国

現在のヴィスト王国ビルド領。エルト王国の北西側に位置した独立国でオルトレア連合加盟国だったが、現在はヴィスト王国に滅ぼされた。
- ヘルミナ王国

現在のヴィスト王国ヘルミナ領。ビルド領から更に北側に位置した地域でヴィスト王国本国の真南に位置する。ヴィスト王国の軍事侵攻で滅ぼされた最初の国で、主人公ジン・アーバレストの生母の出身国。
- ガンド王国

現在のヴィスト王国ガンド領。西側にビルド王国、東側にホークランド王国に挟まれている。現在はヴィスト王国に滅ぼされた。ホークランド王国に対するヴィスト王国軍要塞都市タロスハートはガンド領内に位置する。
- 王虎

ジンが神楽家領国の傭兵将軍だった頃の部隊。少数ながらヴィスト王国の大軍を苦しめた。

## スタッフ
- シナリオ : 内藤騎之介
- 原画 : 佐々木珠流、明音、Ｇ・むにょ
- 神の声 : 北都南

## 主題歌
「King for the day」
作詞・作曲：あきづきかおる／歌：ことり